# ثور پدرسن (ورزشکار)
ثور پدرسن (انگلیسی: Thor Pedersen; ۳۱ اوت ۱۹۲۴ – ۱۵ اوت ۲۰۰۸) قایقران روئینگ اهل نروژ بود.